# Appendicia truncata
Appendicia truncata är en tvåvingeart som först beskrevs av Zetterstedt 1838.  Appendicia truncata ingår i släktet Appendicia, och familjen parasitflugor. Arten är reproducerande i Sverige.